# 李渝
李渝（1944年1月23日—2014年5月5日），臺灣小說家、美術史學者。祖籍安徽，生於重慶，長於臺北，國立臺灣大學外文系畢業，柏克萊加州大學藝術史博士，受教於中國美術史名家高居翰。曾任教於紐約大學東亞系、國立臺灣大學臺灣文學研究所白先勇文學講座客座教授。曾獲時報文學獎。大學時代始發表小說，然而柏克萊時代投入保釣運動，幻滅之餘回到學院完成以清末畫家任伯年為題的博士論文，小說創作長期中斷；1980年代復出，小說作品量少質精，追求卓越風格，樹立獨特美學，與夫婿郭松棻同為臺灣一代指標小說家。

## 生平
1949年，5歲的李渝跟著父母隨國民政府撤退，舉家遷至台灣。李渝從小居住在台北市溫州街，溫州街是中國大陸來台文人聚集之地，故她曾說「我們家飯桌上進行的就是中國近代史」。其父為國立台灣大學教授。
李渝的創作始於六○年代，被歸為現代主義的創作者，王德威教授稱其為「現代風格實驗者」。李渝在台大修讀聶華苓的創作課時始作小說，最早的作品為1965年發表之《水靈》。台大外文系畢業後，李渝赴美國取得柏克萊加州大學中國藝術史博士，從事藝術史研究。李渝在台大求學時與教英詩的老師郭松棻相戀，兩人一起赴美求學並結婚，也參加保釣運動，被國民政府列為黑名單，長期無法返台。保釣運動結束後，李渝停止寫作。1980年代，重新投入寫作行列的李渝，文筆充滿現代主義，運用特殊純文學筆觸，刻劃政治轉變中的台灣。1983年，李渝以《江行初雪》獲得時報文學獎小說首獎。
2005年，李渝擔任香港浸會大學國際作家工作坊駐校作家。2006年，中華民國教育部主導的少年文學讀本將李渝短篇小說《朵雲》列為1980年代台灣文壇的代表作之一，並稱李渝文字充滿了「留白的藝術」。
2014年5月5日，李渝在美國紐約家中自殺過世，享年70歲。2014年5月6日，郭松棻之弟郭松年說，2005年郭松棻逝世後這十年，李渝一直走不出喪夫的陰影。

## 家庭
其夫為郭松棻。

## 著作

### 小說
- 《溫州街的故事》（台北：洪範書店，1991）
- 《應答的鄉岸》（台北：洪範書店，1999）
- 《金絲猿的故事》（台北：聯合文學，2000）
- 《夏日踟躇》（台北：麥田出版，2002）
- 《賢明時代》（台北：麥田出版，2005）
- 《九重葛與美少年》（台北：印刻文學，2013）

### 散文
- 梅家玲、鍾秩維、楊富閔編：《那朵迷路的雲：李渝文集》（台北：國立臺灣大學出版中心，2016）

### 文學評論
- 《拾花入夢記：李渝讀紅樓夢》（台北：印刻文學，2011）

### 藝術評論
- 《族群意識與卓越風格：李渝美術評論文集》（台北：雄獅圖書，2001）
- 《行動中的藝術家：美術文集》（台北：藝術家出版社，2009）

### 譯著
- 高居翰（James Cahill）：《中國繪畫史》（台北：雄獅圖書，1984）
- 巴爾（Alfred H. Barr, Jr.）：《現代畫是什麼？》（台北：雄獅圖書，1984）

### 編輯
- 《郭松棻文集：保釣卷》作者：郭松棻  編者：李渝、簡義明（台北：印刻文學，2015）
- 《郭松棻文集：哲學卷》作者：郭松棻  編者：李渝、簡義明（台北：印刻文學，2015）